# Les Quatre
Pour les articles homonymes, voir Big Four et Les Quatre (homonymie).
Les Quatre (titre original : The Big Four) est un roman policier et d'espionnage d'Agatha Christie publié le 27 janvier 1927 au Royaume-Uni, mettant en scène le détective belge Hercule Poirot et son fidèle ami le capitaine Hastings. Il est publié la même année aux États-Unis, et six ans plus tard, en 1933, en France.
Les Quatre n'est pas un roman comme les autres, il s'agit au départ de nouvelles publiées séparément en revue qu'Agatha Christie a décidé de rassembler dans un même ouvrage.

## Résumé
Hercule Poirot et le capitaine Hastings viennent à peine de se retrouver qu'ils sont confrontés à une organisation criminelle internationale, appelée « les Quatre ». Le numéro un est le Chinois Li Chang Yen, le numéro deux un riche Américain, le numéro trois une Française ; du numéro quatre, seul le surnom est connu : « le Destructeur ». C'est au cours de différentes enquêtes, dans lesquelles le signe des Quatre apparaît, que Poirot parvient à comprendre le fonctionnement de ses adversaires. Pour contrecarrer le complot qui se trame, il devra faire de grands sacrifices. Cependant, il réussira à élucider cette mystérieuse histoire.

## Personnages
- Hercule Poirot ;
- Capitaine Hastings ;
- « les Quatre », « les Quatre Grands » ou « le Grand Quatuor » :
  - Numéro Un : Li Chang Yen (Chinois) ;
  - Numéro Deux : Abe Ryland, milliardaire (Américain) ;
  - Numéro Trois : Mme Olivier, chimiste (Française) ;
  - Numéro Quatre : Claud Darrell (Anglais), surnommé le « Destructeur ».
- Inspecteur Japp ;
- Inspecteur Giraud ;
- Achille Poirot, frère jumeau d'Hercule[1] ;
- Comtesse Vera Rossakoff.

## Les nouvelles
Les douze nouvelles furent initialement publiées, au Royaume-Uni, du 2 janvier au 19 mars 1924, dans les colonnes de l'hebdomadaire The Sketch, sous le titre générique de The Man who was No. 4 (« L'Homme qui était le no 4 »).
La publication en revue, aux États-Unis, si elle conserve à peu de chose près le même plan que ci-dessous (en dehors du regroupement en un épisode des futurs chapitres 15 et 16), est en réalité sensiblement différente, puisque constituant une sorte de pré-publication de l'ensemble des nouvelles de 1924 remaniées en vue de leur publication en volume.
- The Unexpected Guest : nouvelle publiée le 2 janvier 1924, dans le no 1614, et qui constitue la base des chapitres :

1. L'Hôte imprévu (The Unexpected Guest)
2. L'Homme de l'asile (The Man from the Asylum)
- The Adventure of the Dartmoor Bungalow : nouvelle publiée le 9 janvier 1924, dans le no 1615, et qui constitue la base des chapitres :

3. Où nous en apprenons davantage sur Li Chang Yen (We hear more about Li Chang Yen)
4. De l'importance d'un gigot (The Importance of a Leg of Mutton)
- The Lady on the Stairs : nouvelle publiée le 16 janvier 1924, dans le no 1616, et qui constitue la base des chapitres :

5. Disparition d'un savant (Disappearance of a Scientist)
6. La Femme dans l'escalier (The Woman on the Stairs)
- The Radium Thieves : nouvelle publiée le 23 janvier 1924, dans le no 1617, et qui constitue la base du chapitre :

7. Les Voleurs de radium (The Radium Thieves)
- In the House of the Enemy : nouvelle publiée le 30 janvier 1924, dans le no 1618, et qui constitue la base du chapitre :

8. Dans la maison de l'ennemi (In the House of the Enemy)
- The Yellow Jasmine Mystery : nouvelle publiée le 6 février 1924, dans le no 1619, et qui constitue la base des chapitres :

9. Le Mystère du jasmin jaune (The Yellow Jasmine Mystery)
10. Notre enquête à Croftlands (We investigate at Croftlands)
- The Chess Problem : nouvelle publiée le 13 février 1924, dans le no 1620, et qui constitue la base du chapitre :

11. Un problème d'échecs (titre révisé : A Chess Problem)
- The Baited Trap : nouvelle publiée le 20 février 1924, dans le no 1621, et qui constitue la base des chapitres :

12. L'Appât (The Baited Trap)
13. La Souris prise au piège (A Mouse Walks in)
- The Adventure of the Peroxide Blond : nouvelle publiée le 27 février 1924, dans le no 1622, et qui constitue la base des chapitres :

14. La Blonde oxygénée (titre révisé : The Peroxide Blond)
- The Terrible Catastrophe : nouvelle publiée, le 5 mars 1924, dans le no 1623, et qui constitue la base du chapitre :

15. Le Terrible Malheur (The Terrible Catastrophe)
- The Dying Chinaman : nouvelle publiée le 12 mars 1924, dans le no 1624, et qui constitue la base du chapitre :

16. Le Chinois agonisant (The Dying Chinaman)
- The Crag in the Dolomites : nouvelle publiée le 19 mars 1924, dans le no 1625, et qui constitue la base des chapitres :

17. Le Numéro Quatre gagne une manche (Number Four wins the trick)
18. Dans le Felsenlabyrinth (In the Felsenlabrynth)

## Élaboration

### Écriture
Les Quatre n'est pas à proprement parler un roman, avec une intrigue se déroulant du début jusqu'à la fin. La genèse du livre témoigne d'ailleurs de cette difficulté de classement. Le livre se composait initialement de douze nouvelles publiées dans les colonnes du magazine The Sketch, nouvelles qui avaient comme fil conducteur une lutte de Poirot et Hastings contre une bande criminelle ayant des ramifications au niveau mondial et engagés dans une conspiration visant à prendre le pouvoir sur la Terre entière. Chaque intrigue était indépendante des autres, même si une progression narrative intervenait dans la connaissance chaque fois plus accrue que Poirot et Hastings avaient de leurs quatre ennemis.
La transformation des douze nouvelles en « roman » s'accompagne de l'adjonction d'une introduction et d'un épilogue, le livre final comportant dix-huit chapitres. Agatha Christie rapporte, dans son Autobiographie posthume, parue en 1977, l'aide précieuse dont elle bénéficia, en 1926, de la part de son beau-frère Campbell Christie — « garçon adorable avec qui [elle avait] toujours été très amie », pour la mise en forme et la réécriture partielle des histoires pour leur donner le format d'un roman, à une période où elle se trouvait dans une situation financière délicate liée au naufrage de son mariage avec Archibald Christie et sans ouvrage composé d'avance à proposer à son éditeur, William Collins, Sons.
Tout autant qu'au genre du roman policier (Les Quatre n'ont par exemple aucun caractère du whodunit, puisqu'on connaît très rapidement l'identité de la plupart des criminels de l'intrigue), ce livre se rattache partiellement aux genres du roman d'espionnage et du roman d'aventures.